# Castelo de Saldes
O Castelo de Saldes é um castelo fronteiriço no município de Saldes, na comarca de Berguedà, província de Barcelona), declarado Bem de Interesse Cultural. Encontra-se situado perto do núcleo de Saldes, a nordeste.
Actualmente encontra-se em ruínas, ainda que tenham sido restauradas. A estrutura é composta pelos restos de um castelo empoleirado em rochas, formado a partir de um muro ao longo da colina a poucos metros do cume. Importantes muros marcam um amplo perímetro. O castelo inclui restos de edificações apoiadas nas rochas e uma pequena capela românica num extremo. Subsiste uma nave, com cobertura abobadada de pedra, de silhares irregulares.